# Diaphorocellus biplagiatus
Espèce
Diaphorocellus biplagiatus est une espèce d'araignées aranéomorphes de la famille des Palpimanidae.

## Distribution
Cette espèce se rencontre en Afrique du Sud, en Namibie et au Botswana.

## Description
La femelle holotype mesure 4,5 mm.
Le mâle décrit par Zonstein, Marusik et Omelko en 2016 mesure 4,90 mm et la femelle 5,47 mm

## Systématique et taxinomie
Cette espèce a été décrite par Simon en 1893.

## Publication originale
- Simon, 1893 : « Études arachnologiques. 25e Mémoire. XL. Descriptions d'espèces et de genres nouveaux de l'ordre des Araneae. » Annales de la Société Entomologique de France, vol. 62, p. 299-330 (texte intégral).